# Huckettia
Huckettia is een geslacht van insecten uit de familie van de drekvliegen (Scathophagidae), die tot de orde tweevleugeligen (Diptera) behoort.

## Soort
- H. nearctica Vockeroth, 1995